# La Valise (film, 1989)
Pour les articles homonymes, voir La Valise (homonymie).
Pour plus de détails, voir Fiche technique et Distribution.
La Valise est un court métrage français réalisé par François Amado, sorti en 1990 .

## Synopsis
Une canette de bière vide est récupérée par un enfant africain. Vendue à d'astucieux et habiles artisans, elle est transformée en valisette proposée ensuite aux touristes.

## Fiche technique[1]
- Titre : La Valise
- Réalisation : François Amado
- Production : Audio Vidéo France
- Pays de production :  France
- Date de sortie : 1990
- Visa : n° 70068

## Distinctions
- 1991 : César du meilleur court métrage documentaire[2]